# Icilia
Icilia Va ser una llei de l'antiga Roma proposada pel tribú de la plebs Espuri Icili l'any 492 aC quan eren cònsols Publi Minuci Augurí i Tit Gegani Macerí. La llei prohibia interrompre als tribuns de la plebs mentre es dirigien al poble, cosa que podia ser castigada amb multes i fins i tot amb la pena de mort.